# Итуррисага, Эдуардо
Эдуардо Итурриса́га Боне́льи (исп. Eduardo Iturrizaga Bonelli; род. 1 ноября 1989, Каракас) — испанский, ранее венесуэльский шахматист, гроссмейстер (2009).
Чемпион Венесуэлы в 2005—2008 гг. Чемпион Испании в 2021—2023 гг.
Участник 2-х чемпионатов мира среди юниоров (2008—2009) и 4-х Кубков мира по шахматам (2007—2009, 2013—2015).
В составе сборной Венесуэлы участник 6-и олимпиад (2004—2014). На олимпиаде 2006 года, выступая на 2-й доске, выиграл бронзовую медаль в индивидуальном зачёте.

## Изменения рейтинга
| Графики недоступны из-за технических проблем. См. информацию на Фабрикаторе и на mediawiki.org. |